# 미국 식물원

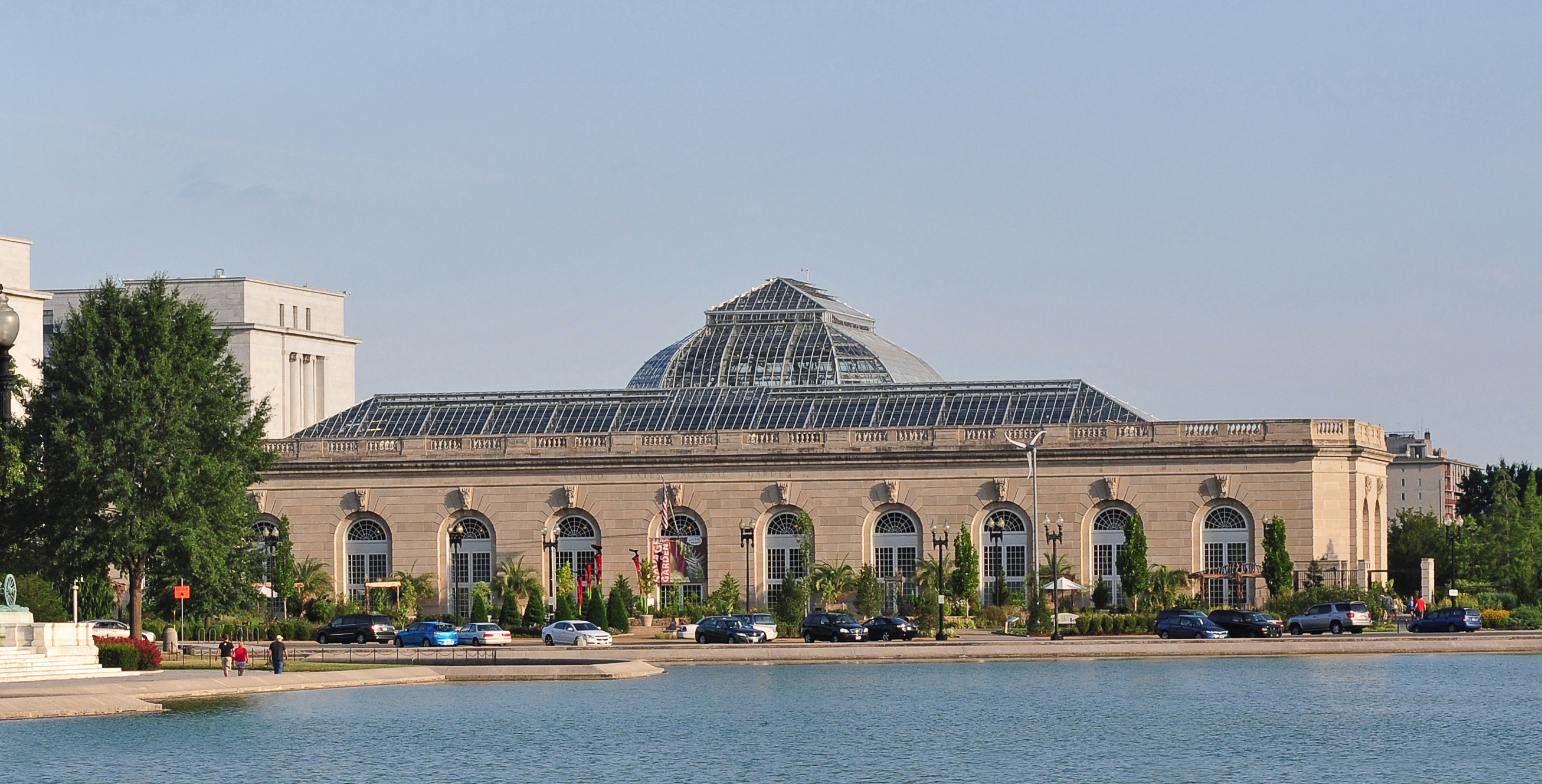
미국 식물원

미국 식물원(美國植物園, 영어: United States Botanic Garden, USBG)은 미국 의회에 의해 운영되는 국립 식물원으로, 워싱턴 D.C.의 내셔널 몰 동쪽, 미국 국회의사당의 남서부에 위치한다. 광대한 온실인 건축물 자체는 크게 두 가지로 분실되어 있으며, 각각 다른 형태로 식물의 서식지를 분장하고 있다.